# Only You - Amore a prima vista
Only You - Amore a prima vista (Only You) è un film commedia romantica diretto dal regista Norman Jewison.

## Trama
A 11 anni Faith Corvatch chiede al suo spirito guida chi sarà il suo innamorato da grande, e a 14 anni interrogando una indovina ottiene la stessa risposta: Damon Bradley. La ragazza inizia allora a cercare questo fantomatico uomo sino a quando decide di sposarsi accantonando il suo sogno. Ma proprio poco prima delle nozze arriva una telefonata di Damon: Faith decide di rintracciarlo e lascia tutto, partendo quindi per l'Italia per trovare il suo amore. Qui lo trova in un rappresentante di scarpe e se ne innamora. La storia prosegue tra alti e bassi, discussioni e rappacificazioni romantiche, sino a quando Faith scopre che Damon Bradley non esiste, e che si può essere felici ugualmente.